# Violí de pastor
El violí de pastor és un instrument musical que va evolucionar del rabequet i consta de tres cordes de budell d'ovella i d'una caixa de ressonància de fusta. És fregat amb un arquet fet amb una tija de jonc, de saüc o de vímet.
Se'l feia el mateix pastor que el tocava i al so d'aquest instrument musical s'amenitzaven les cantades per deixondir la gent de les cases que visitaven les colles caramellaires de muntanya.
Hi una creença, molt estesa a pagès, segons la qual, els animals després de morir segueixen exercint part de les facultats de quan eren vius, de manera que el so d'un violí, fet amb cordes de budell de llop, esparverava i feia fugir el bestiar, com hauria fugit del mateix llop. Dins de la mateixa superstició, hom pot dir també que els violins amb cordes de budell de gos espantaven els llops amb el seu so.
Al Baix Vallès, el primer diumenge després de la Pasqua Florida, es passava per les cases, amb l'acompanyament d'un músic que tocava el violí, a cantar els goigs de la Mare de Déu. Era mal vist emprar en aquest cant un instrument de vent. També, quan els costums van perdre el rigorisme ascètic i fou tolerada una mica de música dins la quaresma, les funcions s'amenitzaven amb música de violí, que es tocava en els entreactes i, a voltes, mentre lliscaven les escenes dialogades. De tant en tant es feien duets. En aquest sentit va ser molt popular l'anomenada cobla d'en Pallofa, formada per dos músics: l'un tocava la guitarra i l'altre, el violí.